# Агрэ

Агрэ или Ханга — индийский клан джатов (джат-готра), распространённый в Харьяне, Уттар-Прадеш и Раджастхане. Агрэ готра возводит своё происхождение к Хагамашу, правителю Матхуры времён Кушанского царства. По мнению индийского историка Бхим Сингха Дахия род Хагамаша имеет тохарское происхождение.

## Известные Агрэ
- Сандар Сингх Агрэ